# ستيفاني شيه
ستيفاني شيه (Stephanie Sheh) (اسمها الكامل ستيفاني روفان شيه (Stephanie Ru-Phan Sheh)) هي مؤدية أصوات أمريكية ولدت في 10 أبريل 1977 في كالامازو، ميشيغان.

## أدوارها في الأنمي

### مسلسلات أنمي تلفزيونية
- ناروتو - هيناتا هيوغا, كين تسوتشي
- ناروتو شيبودن - هيناتا هيوغا، رين
- بليتش - أوريهيمي إينوي, ريو كونييدا، يوشي, إيساني كوتيتسو
- كآبة هاروهي سوزوميا - ميكورو أساهينا
- النجم المحظوظ - أكيرا كوغامي
- الإكسورسيست الأزرق - كورو
- كود غياس: لولوش المتمرد - كاغويا سوميراغي، والدة كالين ستاتفلت
- كود غياس: لولوش المتمرد R2 - كاغويا سوميراغي، أنيا ألستريم
- إيوريكا سفن - إيوريكا
- كي أون - يوي هيراساوا
- كي أون!! - يوي هيراساوا
- دورارارا!! - ريو كاميتشيكا
- تنجن توبا جورين لاجان - كينون
- فيت/ستاي نايت - إلياسفيل فون آينزبيرن
- فيت/ستاي نايت Unlimited Blade Works - إلياسفيل فون آينزبيرن
- فيت/زيرو - إلياسفيل فون آينزبيرن
- سنغوكو باسارا - كاسوغا
- سنغوكو باسارا تو - كاسوغا
- عدن الشرق - ميتشون
- سلايرز ريفولوشن - سيلفيل نيليس لادا
- الإكسورسيست الأزرق - كورو
- أكسل وورلد - تشيوري كوراشيما
- باكومان - ميهو أزوكي
- بوسو رينكين - هاناكا بوسوجيما
- ليفل E - ساكي
- فامباير نايت - سايوري واكابا
- فامباير نايت Guilty - سايوري واكابا
- تايغر آند باني - كريم، سيس
- سورد آرت أونلاين - يوي
- إكس-من - هيساكو إيتشيكي
- كيه - نيكو
- سيلور مون - أوساغي تسوكينو/سيلور مون
- سيلور مون كريستال Season III - أوساغي تسوكينو/سيلور مون
- ماغي: The Kingdom of Magic - شهرزاد
- كيل لا كيل - نوي هاريمي
- فرسان سيدونيا - شيزوكا هوشيجيرو

### أنمي الإنترنت
- سيلور مون كريستال - أوساغي تسوكينو/سيلور مون

### أوفا أنمي
- فولي كولي - ماميمي ساميجيما
- تيلز أوف فانتازيا ذي أنيميشن - آرتشي كلاين
- البدلة المتنقلة جاندام يونيكورن - أودري برن

### أفلام أنمي
- فيلم بليتش: ميموريز أوف نوبودي - أوريهيمي إينوي
- فيلم بليتش: ذا داياموند داست ريبيليون, هيورينمارو آخر - أوريهيمي إينوي، إيساني كوتيتسو
- فيلم بليتش: فصل الجحيم - أوريهيمي إينوي
- اختفاء هاروهي سوزوميا - ميكورو أساهينا
- فيت/ستاي نايت: Unlimited Blade Works - إلياسفيل فون آينزبيرن
- فيلم ناروتو شيبودن: الروابط - هيناتا هيوغا
- فيلم ناروتو شيبودن: إرادة النار - هيناتا هيوغا

## أدوارها في الرسوم المتحركة
- أسطورة كورا - جو لي
- تمالك نفسك سكوبي دو - بوند كورو

## أدوارها في ألعاب الفيديو
- بيرسونا 3 فيس - ميتيس
- سنغوكو باسارا: ساموراي هيروز - كاسوغا
- دراكنغارد 3 - ثري
- سونيك لوست ورلد - زينا
- ناروتو: ألتيميت نينجا - هيناتا هيوغا
- ناروتو شيبودن: كيزونا درايف - هيناتا هيوغا، تايسا أماغيري
- ناروتو شيبودن: ألتيميت نينجا ستورم ريفولوشن - هيناتا هيوغا
- ناروتو شيبودن: ألتيميت نينجا ستورم 4 - هيناتا هيوغا
- فاير إمبلم أويكينينغ - ثاريا
- فاير إمبلم فيتس - بيروكا

## وصلات خارجية
- ستيفاني شيه على موقع IMDb (الإنجليزية)
- ستيفاني شيه على موقع ألو سيني (الفرنسية)
- ستيفاني شيه على موقع ميوزك برينز (الإنجليزية)
- ستيفاني شيه على موقع أول موفي (الإنجليزية)
- ستيفاني شيه على موقع قاعدة بيانات الفيلم (الإنجليزية)
- ستيفاني شيه على موقع كينوبويسك (الروسية)
- ستيفاني شيه على موقع ANN person (الإنجليزية)